# Quickella
Quickella är ett släkte av snäckor som beskrevs av Oskar Boettger 1939. Quickella ingår i familjen bärnstenssnäckor.
Släktet innehåller bara arten Quickella arenaria.